# Cryptophyllaspis occulta
Cryptophyllaspis occulta är en insektsart som först beskrevs av Green 1896.  Cryptophyllaspis occulta ingår i släktet Cryptophyllaspis och familjen pansarsköldlöss.
Artens utbredningsområde är Sri Lanka. Inga underarter finns listade i Catalogue of Life.